# Pirlimpimpim
Pirlimpimpim foi um especial produzido e exibido pela Rede Globo em 1982 para comemoração aos 100 anos de Monteiro Lobato e para promover o LP "Pirlimpimpim", lançado pela Som Livre com os temas dos personagens da série Sítio do Pica-Pau Amarelo.
O especial foi dirigido por Paulo Netto e Augusto Cesar Vanucci.
O projeto ficou famoso pela música "Lindo Balão Azul", de Guilherme Arantes, que é considerada uma das melhores canções infantis brasileiras já criadas, e que foi usada na primeira abertura do programa Balão Mágico.
O LP homónimo foi relançado em CD no ano de 2006 através da recuperação e remasterização dos Masters originais dos arquivos da gravadora Som Livre, pela reedição por Charles Gavin (baterista do Titãs), através do projeto "Masters Trilhas". O programa foi apontado como responsável por proporcionar um primeiro contato entre crianças e a MPB.
No final dos anos 70 foi também o nome de um programa infantil veiculado na TV Educativa do Rio de Janeiro, apresentado, entre outros, por Daniel Azulay.

## Elenco
- Aretha Marcos
- Ângela Ro Ro ... Cuca
- Baby Consuelo ...  Emília
- Bebel Gilberto ...  Narizinho
- Dona Ivone Lara ... Tia Nastácia
- Fábio Júnior ... Príncipe
- Jorge Ben ...  Saci
- Jane Duboc ... Rapunzel
- Moraes Moreira ...  Visconde de Sabugosa
- Ricardo Graça Mello ...  Pedrinho
- Zé Ramalho ... Profeta
- Zilka Salaberry ... Dona Benta
- Nelson Camargo ...  Monteiro Lobato